# Fritz Paepcke
Fritz Paepcke (Berlin, 1916. június 6. – Budapest, 1990. február 18.) német romanista, fordító, filozófus, fordítástudományi szakember és római katolikus teológus.

## Tudományos pályája
Már korán intenzív művelője a francia kultúratudománynak és a hermeneutikának. 1934-ben, gimnazistaként bejáratos André François-Poncet francia nagykövet lakásába, ahol a szintén a nagykövet asztalánál étkező egyik francia ösztöndíjassal, Jean-Paul Sartre-ral Martin Heidegger Lét és Idő fogalmiságát vette át. Paepcke javasolta Sartre-nak, hogy Heidegger Entschlossenheit fogalmát az engagement szóval fordítsa franciára.
Paepcke egyetemi tanulmányait Lipcsében és Párizsban végezte. Ernst Gamillschegnél (1887–1971) és Gerhard Rohlfsnál (1892–1986) romanisztikát, latinisztikát és filozófiát hallgatott.
1944-ben a nácizmussal szemben passzív ellenállást folytatott, amiért halálra ítélték. Életét a szövetségi csapatok gyors előrenyomulásának köszönhette.
1946-ban Münchenben doktorált Hans Rheinfeldernél (1898–1971) Die französische Nominalkomposition. Ein Beitrag zur Ausdrucksweise der modernen Sprache című írógépelt nyelvtudományi disszertációjával, melynek nagyobbik részét még Párizs német megszállásának idején a francia főváros tudományos könyvtárait wehrmacht-egyenruhában látogatva írta.
Münchenben Romano Guardini tanítványa, majd egy időben személyi titkára. Az eredetileg protestáns Paepcke ekkor tért római katolikus hitre. Pap szeretett volna lenni. Egy baleset és az ebből következő térdműtét miatt azonban nem szentelték föl. 1947 és 1952 között a Regensburgi Filozófiai-teológiai Főiskola docense. Ennek az időszaknak az első tíz hónapjában Adalbert Hämel romanista professzorral közösen építette ki a főiskola francia és olasz szakos képzését. 1952-ben kinevezték a heidelbergi Ruprecht Karl Egyetem Fordítás- és Tolmácsolástudományi Intézete (IÜD) francia részlegének vezetőjévé. Paepckét, miután 1966 áprilisában a Gießeni Egyetem professzori kinevezését visszautasította, kinevezték a Heidelbergi Egyetem professzorává. 1981-től az egyetem professor emeritusa. 1986-tól haláláig a budapesti Eötvös József Collegiumban vendégprofesszor.
1990. február 18-án a Collegium közelében hunyt el. A heidelbergi Bergfriedhofban temették el.

## Kitüntetései
- 1964 Ordre des Palmes académiques(wd)[3]
- 1981 Eötvös Loránd Tudományegyetem medálja
- 1983 Grande Médaille Jan III Sobieski de Varsovie
- 1986 Az Eötvös Collegium nagy plakettje

## Jelentősége
Paepcke a XX. századi hermeneutikai gondolkodás egyik meghatározó alakja. A fordítástudomány  hermeneutikai megalapozója.

## Művei
- 1942 (F. R. Brunner-rel közösen) Grundzüge der französischen Abfassung von amtlichen Verfügungen und Bekanntmachungen, Leipzig
- 1981 Kategorien des geglückten Übersetzens [Vortrag], Schwerte
- 1981 (Philippe Forget-val közösen) Textverstehen und Übersetzen. Ouvertures sur la traduction, Heidelberg
- 1986 Im Übersetzen Leben. Übersetzen und Textvergleich, Tübingen

## Nyomtatott és internetes források
- Klaus Berger (ed.): Imago Lingua, München, 1977
- Fritz Pepcke: Im Übersetzen Leben, Tübingen, 1986
- Synopse der Gedenkkonferenz zum 100. Geburtstag